# Karlovarský kraj
Karlovarský kraj leží na nejzazším západě Čech, a je tak nejzápadnějším krajem České republiky. Kraj sousedí na severovýchodě s Ústeckým krajem, na jihovýchodě s Plzeňským krajem, na jihozápadě s německou spolkovou zemí Bavorsko a na severozápadě s německou spolkovou zemí Sasko. Nejvýznamnější řekou v Karlovarském kraji je řeka Ohře.
Karlovarský kraj jako vyšší územní samosprávný celek byl vytvořen v roce 2000 na území severní části Západočeského kraje. Sídlem kraje jsou Karlovy Vary. Velikostí, počtem obcí i obyvatel patří mezi malé kraje Česka. Jeho rozloha (3 314 km²) zabírá 4,25 % území Česka. Karlovarský kraj je rozlohou třetí nejmenší kraj hned po Praze a Libereckém kraji. Na počet obyvatel je Karlovarský kraj nejmenším krajem Česka, žije zde přibližně 295 tisíc obyvatel.

## Historie
Kraj byl zřízen spolu s dalšími samosprávnými kraji na základě článku 99 a následujících Ústavy České republiky ústavním zákonem č. 347/1997 Sb., o vytvoření vyšších územních samosprávných celků, který stanoví názvy krajů a jejich vymezení výčtem okresů (území okresů definuje vyhláška ministerstva vnitra č. 564/2002 Sb.) a pro vyšší územní samosprávné celky stanoví označení „kraje“. Kraje definitivně vznikly 1. ledna 2000, samosprávné kompetence získaly na základě zákona č. 129/2000 Sb., o krajích (krajské zřízení), dne 12. listopadu 2000, kdy proběhly první volby do jejich nově zřízených zastupitelstev. Toto krajské členění je obdobné krajům z let 1948–1960, zřízených zákonem č. 280/1948 Sb.
Převedení části historického území obce Valeč, nyní ležícího ve vojenském újezdu Hradiště, z Karlovarského do Ústeckého kraje se setkalo v dubnu 2012 se zásadním nesouhlasem této obce.
V srpnu 2012 byl zveřejněn záměr převést, v souladu s výsledky ankety uspořádané mezi místními obyvateli, z Karlovarského kraje na Ústecké území o 7 hektarech se 3 osadami (Bukovina, Střelnice a Ořkov) a 20 obyvateli, které má spádově blíž k Podbořanům. Karlovarský kraj po počátečním nesouhlasu nakonec vyjádřil souhlas.

## Přírodní podmínky
43,1 % jeho plochy je pokryto lesy. Geomorfologicky oblast náleží ke Krušnohorské soustavě provincie České vysočiny s oblastmi Krušné hory (Klínovecká hornatina), Smrčiny (Ašská vrchovina, Hazlovská pahorkatina a Chebská pahorkatina), Chebská pánev, Sokolovská pánev, Doupovské hory, Karlovarská vrchovina (Slavkovský les, Tepelská vrchovina a Bezdružická vrchovina). Od západu k východu protéká krajem řeka Ohře, která odvádí vodu z většiny území kraje. Má velmi čistou vodu.
Nejvyšším bodem území je vrchol Krušných hor Klínovec, který má 1 244 m n. m. a nachází se v Jáchymově v okrese Karlovy Vary. Nejnižší bod je v místě, kde řeka Ohře opouští území kraje, nachází se ve Smilově a má 302 m n. m. Podnebí Karlovarského kraje charakterizuje mírně teplá oblast a chladná oblast na hřebenech Krušných hor.

## Administrativní členění

### Okresy
Administrativně se kraj dělí na tři okresy se třemi okresními městy. Rozlohou je největší okres Karlovy Vary, nejmenším okresem je Sokolov, který má však největší hustotu zalidnění.
| Okres             | Počet obyvatel (1. 1. 2023) | Rozloha | Hust. zal. | Počet obcí |
| ----------------- | --------------------------- | ------- | ---------- | ---------- |
| Cheb (CH)         | 92 636                      | 1 046   | 89         | 40         |
| Karlovy Vary (KV) | 114 995                     | 1 511   | 76         | 53         |
| Sokolov (SO)      | 85 964                      | 754     | 114        | 38         |

Okresy jsou územními obvody některých státních institucí.

### Správní obvody obcí s rozšířenou působností
Okresní úřady v Česku zanikly 31. prosince 2002. Pro účely přenesené působnosti státní správy se území samosprávných krajů od 1. ledna 2003 člení na správní obvody obcí s rozšířenou působností, ty se dále člení na správní obvody obcí s pověřeným obecním úřadem.

#### Seznam měst a obcí s rozšířenou působností
- Aš
- Cheb
- Mariánské Lázně
- Karlovy Vary
- Ostrov
- Kraslice
- Sokolov

### Politika
V Karlovarském kraji se nachází krajské zastupitelstvo Karlovarského kraje. Ve volebním období 2024-2028 se skládá z pěti klubů: ANO, SPD a Trikolora, ODS, Starostové a nezávislí, Volba pro kraj.

## Obyvatelstvo
K 1. lednu 2021 měl Karlovarský kraj přes 293 tisíc obyvatel, což je nejméně ze všech krajů. Hustota obyvatel je 88,6 obyvatel na km². Nejlidnatějším okresem Karlovarského kraje je okres Karlovy Vary, ve kterém žije 114 tisíc obyvatel. Ve dvou zbývajících okresech žije zhruba stejně 90 tisíc obyvatel. Hustota zalidnění je nejvyšší v okrese Sokolov, kde dosáhla hodnota 117 obyvatel na km². Nejnižší hustota zalidnění je v okrese Karlovy Vary, kde hustota zalidnění dosahuje 76 obyvatel na km².
Charakter osídlení výrazným způsobem ovlivnila tzv. středisková sídelní soustava. Její uplatňování přispělo k značnému vylidnění venkovského prostoru a k destrukci ekonomického a sociálního prostředí venkovských sídel. Oblast Chebské a Sokolovské pánve je silně urbanizovaná a jsou zde koncentrovány výrobní funkce. Okrajové horské polohy jsou velmi řídce osídleny a mají předpoklady pro rozvoj rekreační funkce. Karlovarský kraj se skládá ze 3 okresů (Cheb, Karlovy Vary a Sokolov). Podle současného administrativního členění je na území kraje celkem 132 obcí nejrůznější velikosti, tvořených jednou až několika desítkami částí, což z něj v rámci ČR dělá kraj s nejnižším počtem obcí.
Průměrná rozloha obce je 25,1 km² a v průměru v ní k 31. 12. 2000 žilo 2306 obyvatel. Sídlem kraje a zároveň největší obcí kraje jsou Karlovy Vary, ve kterých žije téměř 17 % obyvatel kraje. Obcí s méně než 499 obyvateli je téměř 47 % a žije v nich cca 5,5 % obyvatel, ve 44 obcích od 500 do 1999 obyvatel žije téměř 14 % a ve 26 obcích od 2000 do 9999 téměř 25 % obyvatel. Celkově žije v obcích do 10 000 obyvatel cca 44 % obyvatel kraje a jejich podíl se proti roku 1998 snížil o téměř 13 procentních bodů. V roce 2000 pokračoval mírně klesající trend úbytku obyvatelstva. Ke 31. 12. 2000 žilo na území kraje 304 400 obyvatel, to jsou necelá 3 % z ČR. Stárnutí obyvatelstva kraje se od roku 1996 projevilo přírůstkem 2261 seniorů (65letých a starších) a úbytkem 5121, tj. 9 % juniorů (mladších 15 let). Tím se zvýšil koeficient stáří (poměr počtu seniorů k počtu juniorů) proti roku 1996 o 10,3 procentního bodu na 70,6 %. Počet rozvodů na 100 sňatků řadí kraj na 1. místo v ČR před kraj Moravskoslezský a Ústecký, stejně jako relativní počet potratů, který převyšuje republikový průměr o 2 potraty na 1000 obyvatel. Kojenecká úmrtnost hodnotou 5,2 je 3. nejvyšší v republice, republikový průměr činí 4,1. Vysoký je i relativní počet živě narozených, který je na 2. místě po Ústeckém kraji, naopak nejnižší v rámci republiky je mortalita (o 6,6 % nižší proti průměru za ČR). Podle předběžných výsledků Sčítání lidu, domů a bytů k 1. 3. 2001 žilo na území kraje 306 799 obyvatel, z toho na ženy připadá 50,9 %. Z hlediska národnostní struktury se k české národnosti hlásilo 87,2 %, k moravské 0,2 %, k slovenské 4,4 %, k německé 2,8 %, k polské 0,1 % a k romské 0,2 %. Ve srovnání s výsledky sčítání z roku 1991 doznal počet obyvatel nárůst o 1,6 %, v národnostní struktuře pak výrazně ubyl podíl osob, hlásících se k národnosti slovenské (o 4,3 procentního bodu), německé (−1), moravské (−0,6) a romské (−0,4). Podíl obyvatel české národnosti zaznamenal nárůst o 3 procentní body. K náboženskému vyznání se přihlásilo 20,1 % obyvatelstva, z toho největší podíl 75,9 % připadá na církev římskokatolickou. Proti roku 1991 se podíl věřících snížil o 11,9 procentního bodu, zároveň došlo k podstatnému odlivu hlásících se k církvi římskokatolické (o 8,7 procentního bodu).

## Náboženství
Kromě ateistické většiny se v kraji nachází několik katolických farností, spadající pod plzeňské biskupství. V kraji je rovněž mnoho pravoslavných chrámů i věřících.

## Ekonomika

### Hodnocení
Karlovarský kraj patří spolu s Ústeckým krajem mezi hrstku regionů v nových členských zemích EU, který se ekonomicky propadá. Zatímco kolem roku 2004 dosahoval 65 % průměru HDP EU, v roce 2020 už to bylo jen 55 %. Na rozdíl od Moravskoslezského kraje totiž v Karlovarském kraji nevyužili dotace z EU na modernizaci ekonomiky a kvůli korupci a špatným politickým rozhodnutím neinvestovali např. do IT jako na Ostravsku. V roce 2021 tehdejší koronavirové pandemie prohlásil tehdejší premiér Andrej Babiš, že Karlovarský kraj je „je to nejhorší kraj historicky ve všem“.

### Struktura
V Karlovarském kraji je tradičně zastoupeno lázeňství (hlavně Karlovy Vary, Mariánské Lázně, Františkovy Lázně a Jáchymov). Dalším významným ekonomickým odvětvím je těžba hnědého uhlí na Sokolovsku a kaolinu na Karlovarsku. Největším zaměstnavatelem v kraji je i v roce 2022 stále Sokolovská uhelná s 2200 zaměstnanci. Firma započala náročný proces diverzifikace, který je nutný vzhledem k blížícímu se konci těžby.
V Chebu existuje největší průmyslový park v kraji, kde jsou zastoupeny různé obory podnikání, sloužící především pro automobilový průmysl, např. inteligentní kovárna, zpracování plastů, zpracování minerálních vláken, hliníkové profily, textilní průmysl, výroba tlumičů. Působí zde firma Playmobil – výroba hraček. V tomto Parku je zastoupena druhá největší logistická hala v České republice sloužící společnosti Tchibo. Jsou zde i dvě haly DHL (Sky Deutschland a Ester Lauder). Uvažuje se o Průmyslovém parku II.

### Průmysl
V kraji jsou významné stáčírny minerálních vod (např. Kyselka – Mattoni), které souvisí s bohatým výskytem pramenů. V sokolovském hnědouhelném revíru vyrostly závody chemického průmyslu, hlavně v Sokolově a Vřesové. Na území kraje jsou také známé sklářské podniky (např. značka Moser). Keramický průmysl má bohatou tradici, využívá naleziště kvalitního kaolinu. Výroba hudebních nástrojů je např. v Kraslicích (dechové) a Lubech (dřevěné strunné). Energetický průmysl je zastoupen dvěma hnědouhelnými elektrárnami v sokolovské oblasti (Vřesová, Tisová), několika vodními elektrárnami (Březová, Stanovice, Jesenice) a jinými, alternativními zdroji (větrná elektrárna na Božím Daru).

### Zemědělství
Na území kraje je rozšířeno pěstování brambor, řepky olejky a obilnin – pšenice a ječmene, v menší míře pak i lnu a kukuřice. Živočišná sekce zemědělství je reprezentována chovem mléčného i masného skotu, drůbeže a prasat. Z půd převažují hnědé půdy nížin a pahorkatin v nižších polohách (hnědozemě) a hnědé lesní půdy ve vyšších polohách kraje (kambizemě).

### Výzkum a vývoj
Kraj vydává nejnižší investice do výzkumu a vývoje v ČR, pouhých 0,3 % HDP. I kvůli tomu ekonomicky zaostává oproti např. Jihomoravskému kraji, který do výzkumu a vývoje investuje více než 5 % svého HDP. Zlepšení situace v Karlovarském kraji se dá čekat od vzniku Karlovarského inovačního centra, které má začít fungovat v roce 2027. Další zlepšení má přinést otevření vysoké polytechnické školy v Karlových Varech kolem roku 2025. Karlovarský kraj byl v ČR poslední kraj bez veřejné vysoké školy, což dlouhodobě kritizovali odborníci.

## Strukturální problémy
Karlovarský kraj patří ke strukturálně slabým regionům Česka, společně s Ústeckým a Moravskoslezským krajem. Jedná se také o příhraniční region bývalých Sudet, kterým byla zničena ekonomika vyhnáním německy mluvícího obyvatelstva po druhé světové válce. Zatímco před druhou válkou patřily Sudety k nejbohatším regionům v tehdejším Československu, dnes patří naopak k těm nejchudším v Česku. Problematické bylo i následné dosídlení lidí, kteří neměli k regionu vztah.
Nejtěžší ránu regionu zasadila dominance těžby uhlí prosazená komunistickým režimem. Ta vedla k orientaci regionální ekonomiky na jediný druh průmyslu, který navíc potřeboval především nízce kvalifikované zaměstnance. Během komunismu prosazujícího diktaturu proletariátu byli pracující v dolech či chemičkách privilegovanou vrstvou s vysokými platy.
S úpadkem těžby uhlí kvůli nekonkurenceschopnosti po rozpadu Východního bloku po roce 1989 se dostalo oproti jiným regionům ČR větší množství lidí do nezaměstnanosti a ekonomických problémů. Pomoc státu byla dlouhodobě slabá. Teprve v roce 2017 vláda Bohuslava Sobotky schválila strategii podpory strukturálně slabých regionů.
Efekt strategie nebyl výrazný, vzhledem k tomu, že Karlovarský a Ústecký kraj patří k nejrychleji chudnoucím regionům z tzv. nových členských států v Evropské unii. Zatímco v roce 2009 dosahovaly tyto kraje 70 % průměru HDP Evropské unie, v roce 2022 už to bylo jen 60 %.
Celkově kraj trpí nízkým vzděláním obyvatel, vysokou nezaměstnaností, vysokým počtem exekucí i hlasováním pro extremistické strany. Kvůli těžké sociální situaci z kraje utíkají mladí a vzdělaní lidé, čímž se problémy kraje dále prohlubují. Na rozdíl např. od Moravskoslezského kraje, který je také zatížen těžbou uhlí, však Karlovarský a Ústecký kraj nezvládli doposud využít dotací EU na podporu výzkumu a modernizaci ekonomiky.

## Doprava
Po roce 1989 vznikla z dopravního hlediska v kraji zcela nová situace. Otevřením hranic mnohonásobně vzrostla zejména silniční doprava, a to jak osobních vozů, tak zejména vozů nákladních, s nepříznivými dopady na životní prostředí. I v důsledku toho dopravní infrastruktura neodpovídá potřebám rozvoje kraje.[zdroj?]

### Železniční doprava
Karlovarský kraj je pokryt relativně hustou sítí železničních tratí. Většina z nich byla vybudována na konci 19. století a od té doby nebyla podstatným způsobem modernizována, některé nádražní a provozní objekty jsou ve špatném stavebně-technickém stavu. Na hlavních tazích jsou prováděny rekonstrukce některých úseků, část sítě byla elektrifikovaná. Některé tratě (např. Sokolov–Kraslice–Klingenthal, Karlovy Vary – Potůčky – Johanngeorgenstadt, Cheb–Schirnding) jsou součástí mezinárodní sítě. Železniční trať (Schirnding –) Cheb – Mariánské Lázně (– Plzeň) je součástí III. železničního koridoru. Páteř železniční sítě regionu je tvořena dvojkolejnou tratí Chomutov–Cheb vedoucí napříč celým územím. Z této trati pak odbočují jednotlivé regionální tratě. Tato trať prochází také krajským městem Karlovy Vary. Provoz na tratích byl v posledních letech, stejně jako i na ostatních tratích v celé ČR, značně snížen. Na území Karlovarského kraje je toto omezení provozu ještě citelnější, neboť zde došlo k výraznému útlumu těžby hnědého uhlí, které tvořilo velkou část přepravované zátěže na českých drahách.

### Silniční doprava
V kraji je poměrně hustá síť silnic I., II. a III. třídy. Vzhledem k poloze kraje mají silnice I. třídy nadregionální význam a jsou hlavními spoji do vnitrozemí i do Německa. Klíčovou komunikací pro kraj je dálnice D6, která prakticky od hranic s Německem přímo spojuje Cheb, Sokolov a Karlovy Vary a která po dokončení přímo spojí kraj s Prahou.

### Veřejná doprava
Veřejná autobusová doprava orientuje svoji pozornost spíše na dopravu mezi většími městy v regionu a na městskou hromadnou dopravu (Karlovy Vary, Cheb, Mariánské Lázně, Sokolov, Aš, Jáchymov), ale místa mimo jejich spojnice a místa s řidším osídlením jsou obsluhována pouze sporadicky. V těchto lokalitách jsou pak obyvatelé odkázáni většinou na vlastní dopravní prostředky. Tím dochází zčásti k migraci obyvatel do větších měst a také k nárůstu provozu na silnicích. V Mariánských Lázních je v provozu trolejbusová doprava, ta se plánovala i v Karlových Varech, ale nakonec z ní sešlo. V krajském městě Karlovy Vary jsou v provozu i dvě pozemní lanové dráhy, lanová dráha k rozhledně Diana a lanová dráha Imperial. V minulosti byla na území Mariánských lázní v provozu i tramvajová doprava.

### Letecká doprava
V Karlovarském kraji se nacházejí tři letiště: v Karlových Varech, v Chebu a v Mariánských Lázních. Karlovarské letiště má status letiště mezinárodního, a před pandemií covidu vypravovalo pravidelné linky převážně na ruská letiště. V letní sezóně existuje také charterové spojení do turecké Antalye. V roce 2011 odbavilo letiště téměř 100 000 cestujících, což ho činí čtvrtým největším v ČR. V posledních letech byly investovány značné prostředky do zlepšení podmínek cestujících i do letecké infrastruktury. Letiště v Chebu a Mariánských Lázních jsou využívána pro sportovní a rekreační létání.

## Příroda, historické památky

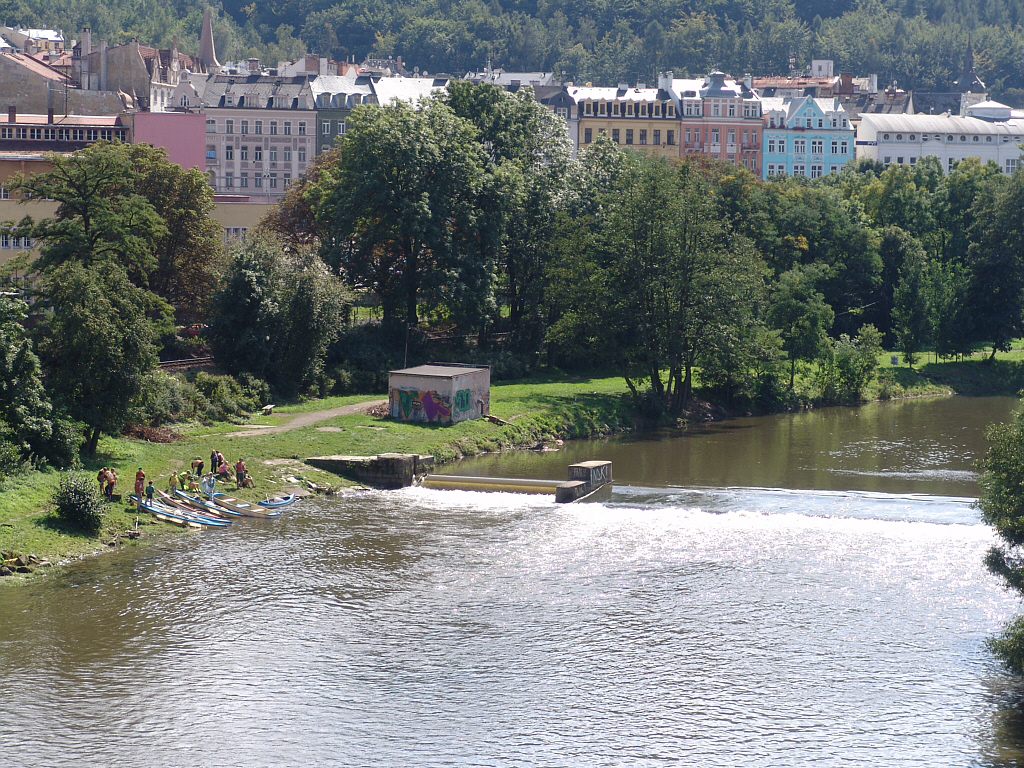
Ohře v Karlových Varech

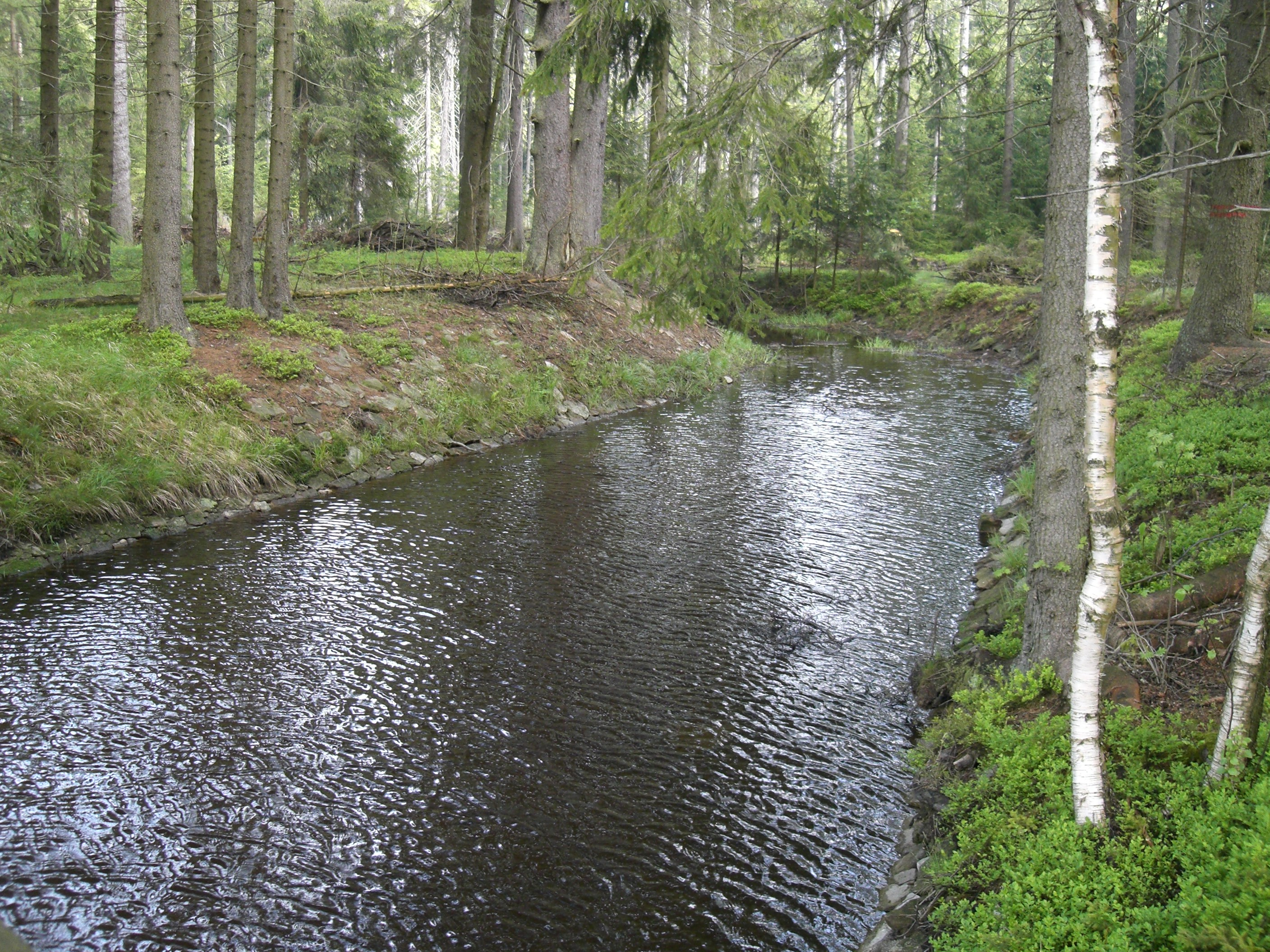
Dlouhá stoka

Karlovarský kraj je bohatý na různé přírodní útvary díky své geologické a geomorfologické rozmanitosti. Velké množství historických památek je lákadlo pro mnohé turisty i lázeňské hosty. Asi nejvýznamnější jsou: hrad v Chebu jako jediná císařská falc na území Česka, hrad v Lokti a zámek v Bečově s relikviářem sv. Maura.

### Řeky
- Bystřice
- Odrava
- Ohře
- Rolava
- Střela
- Svatava
- Teplá

#### Menší vodní toky
- Chodovský potok
- Libocký potok
- Plesná
- Sázek

#### Technická vodní díla
- Blatenský vodní příkop
- Dlouhá stoka

## Sídla

### Města
| - Aš - Bečov nad Teplou - Boží Dar - Březová - Františkovy Lázně - Habartov - Horní Slavkov - Hranice - Hroznětín - Cheb - Chodov - Jáchymov - Karlovy Vary - Kraslice - Kynšperk nad Ohří - Lázně Kynžvart | - Loket - Luby - Mariánské Lázně - Nejdek - Nová Role - Nové Sedlo - Ostrov - Plesná - Přebuz - Rotava - Skalná - Sokolov - Teplá - Toužim - Žlutice |

### Významné obce
| - Abertamy - Andělská Hora - Boč - Bochov - Boží Dar - Bukovany - Dalovice - Děpoltovice - Dolní Rychnov - Dolní Žandov - Drmoul - Hazlov - Horní Blatná - Chyše - Krajková - Krásná - Kyselka - Libá - Královské Poříčí | - Merklín - Mnichov - Nové Hamry - Nový Kostel - Oloví - Otročín - Potůčky - Pomezí nad Ohří - Prameny - Pšov - Stráž nad Ohří - Stružná - Stříbrná - Svatava - Štědrá - Tuřany - Valeč - Velká Hleďsebe - Vojtanov |

## Turistická místa

### Příroda
- Boč – čedičová žíla
- Božídarské rašeliniště
- Goethova skalka
- Jesenice – vodní nádrž
- Kladská – rašeliniště
- Klínovec – hora
- Komorní hůrka
- Oceán – rašeliniště
- Přebuz – vřesoviště
- Rotava – čedičový lom
- Skalky skřítků
- Soos – rašeliniště
- Svatošské skály
- Tatrovice – vodní nádrž
- Údolí Ohře
- Velké jeřábí jezero – rašeliniště
- Vladař – vrch
- Vodní nádrž Skalka – vodní nádrž

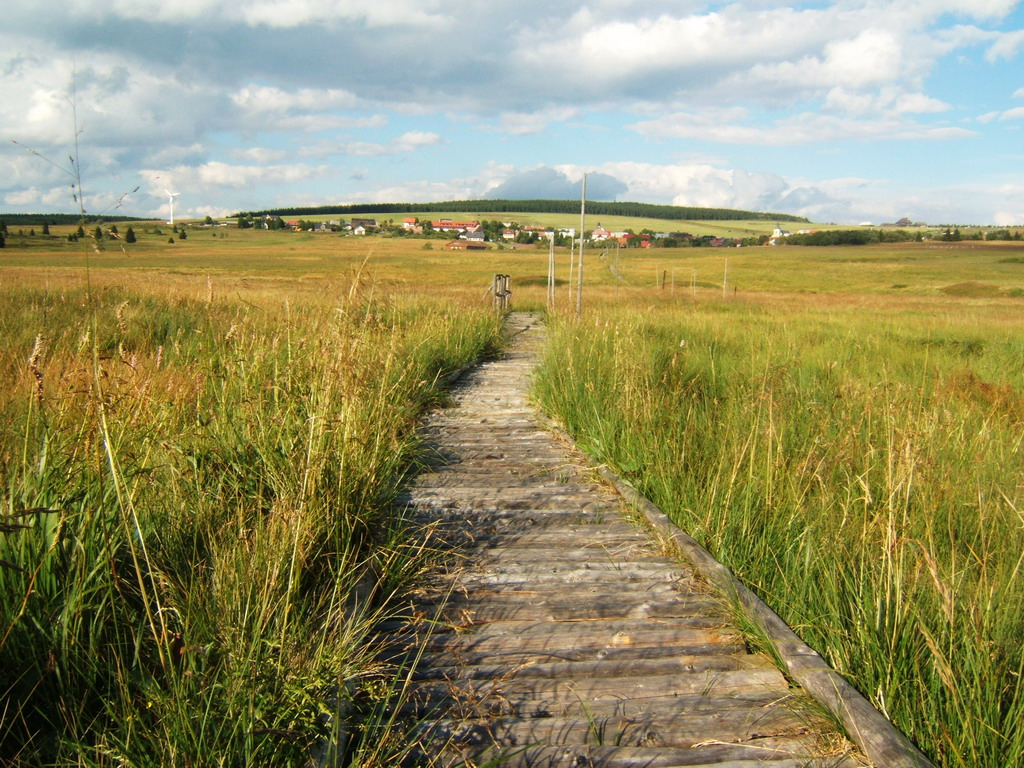
Božídarské rašeliniště

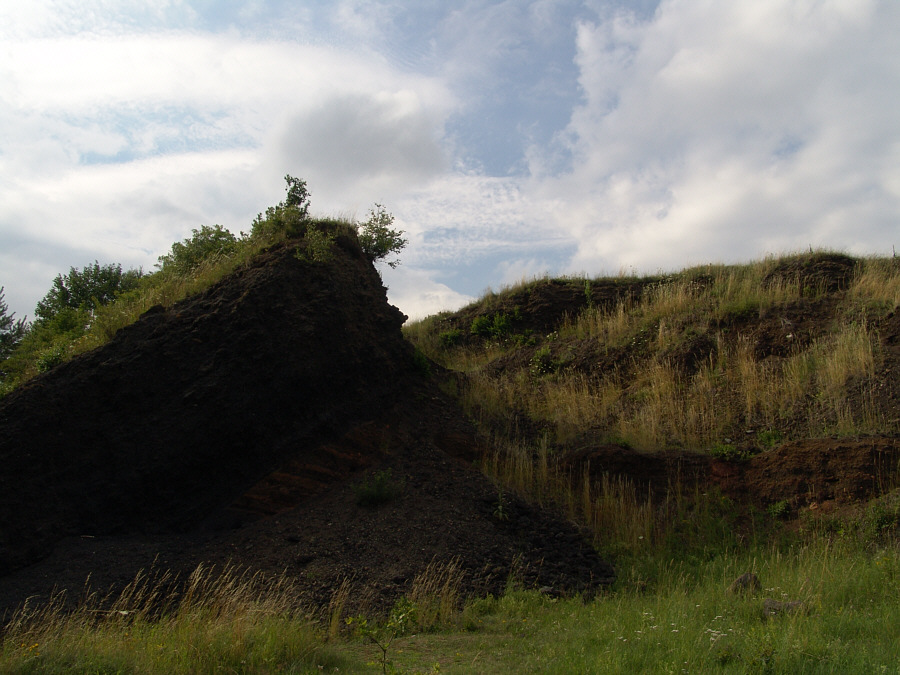
Železná hůrka

- Vlčí jámy – pozůstatky po těžbě cínu
- Vysoký kámen
- Železná hůrka – nejmladší sopka v ČR
- Děpoltovice – Pegasova stezka, JK Pegas Děpoltovice, Martin Štorkán

### Hrady a zámky
- Andělská Hora – zřícenina
- Bečov nad Teplou – hrad
- Bečov nad Teplou – zámek
- Doubrava – zámek
- Favorit – zámek

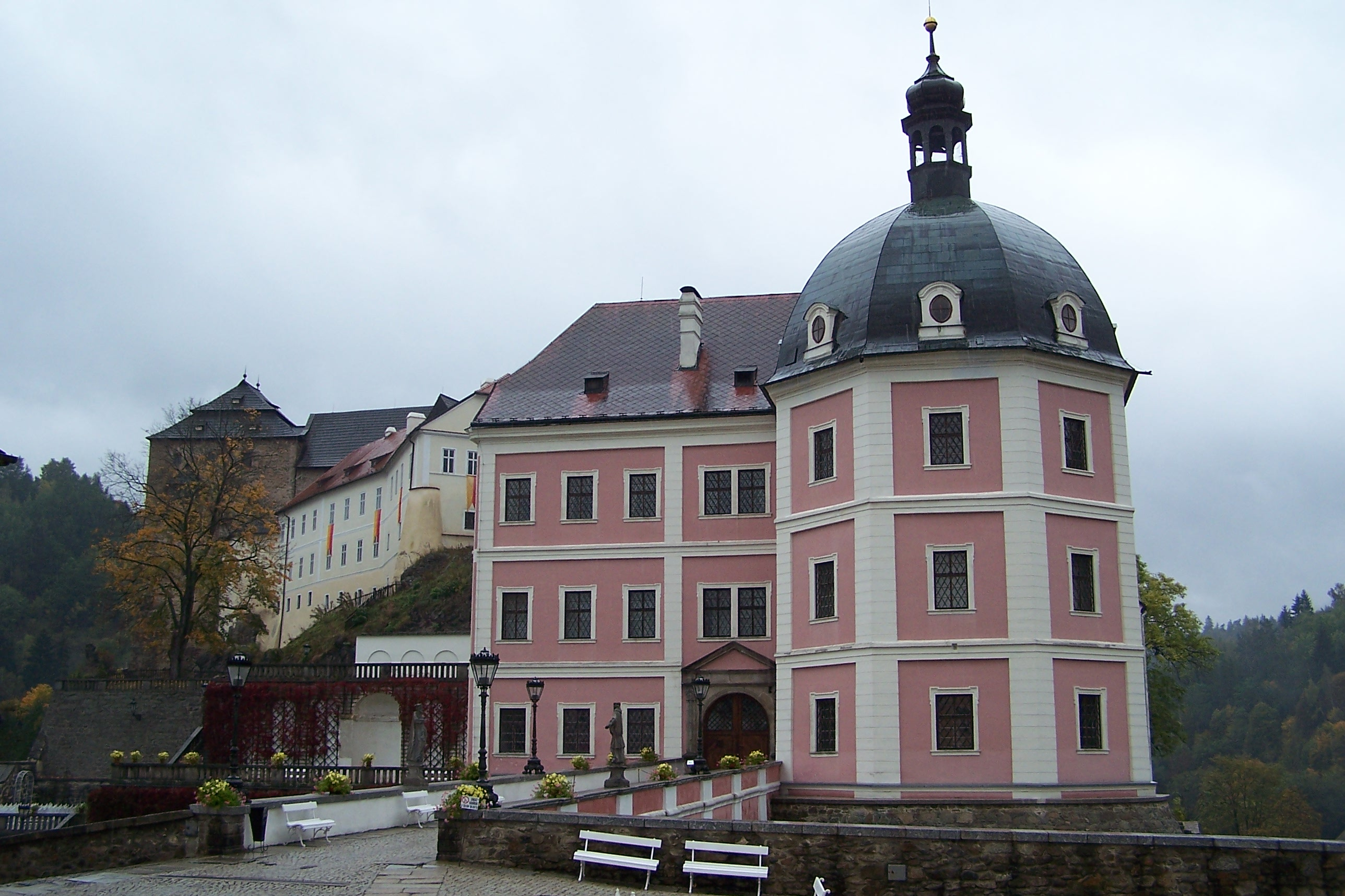
Zámek Bečov nad Teplou

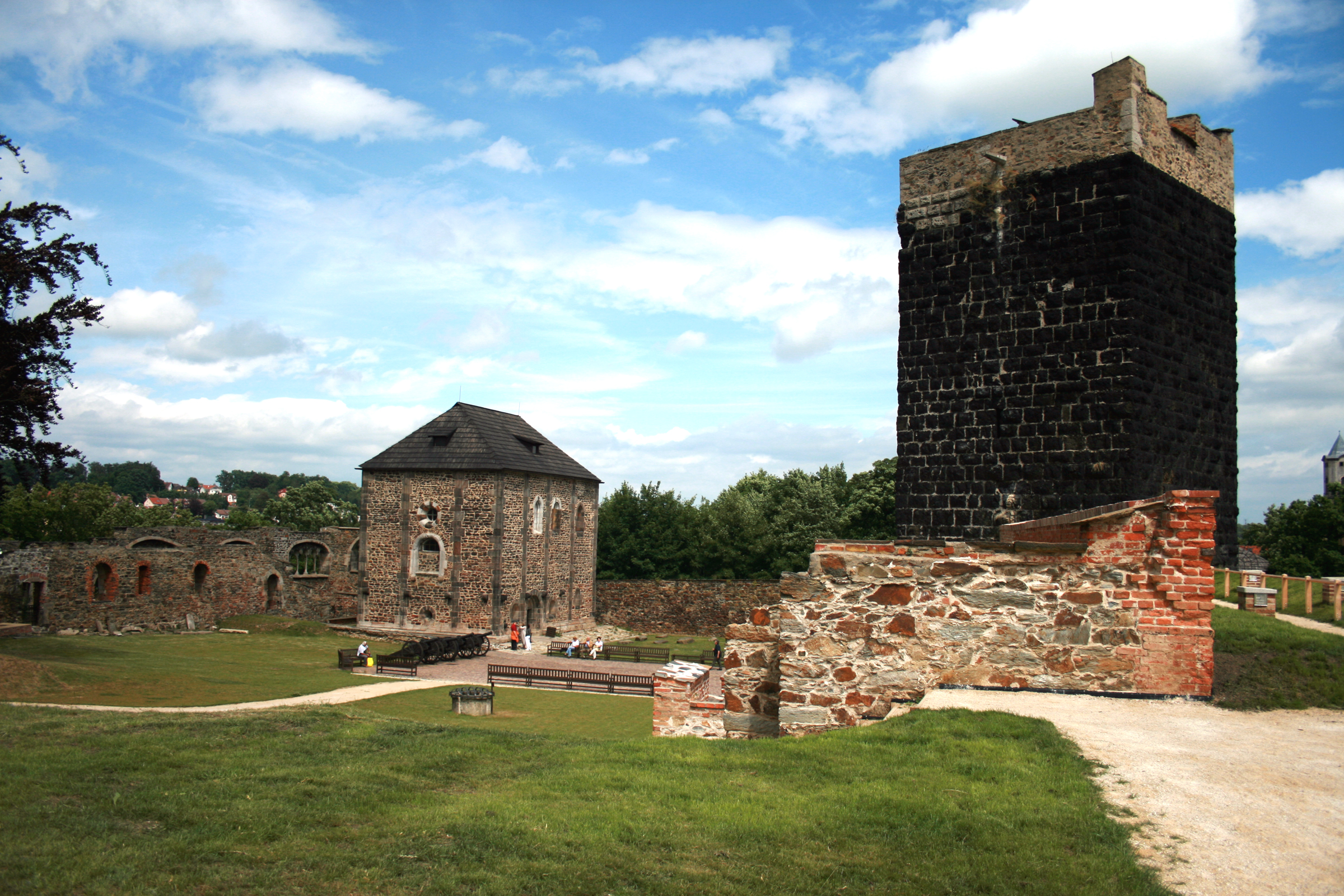
Chebský hrad

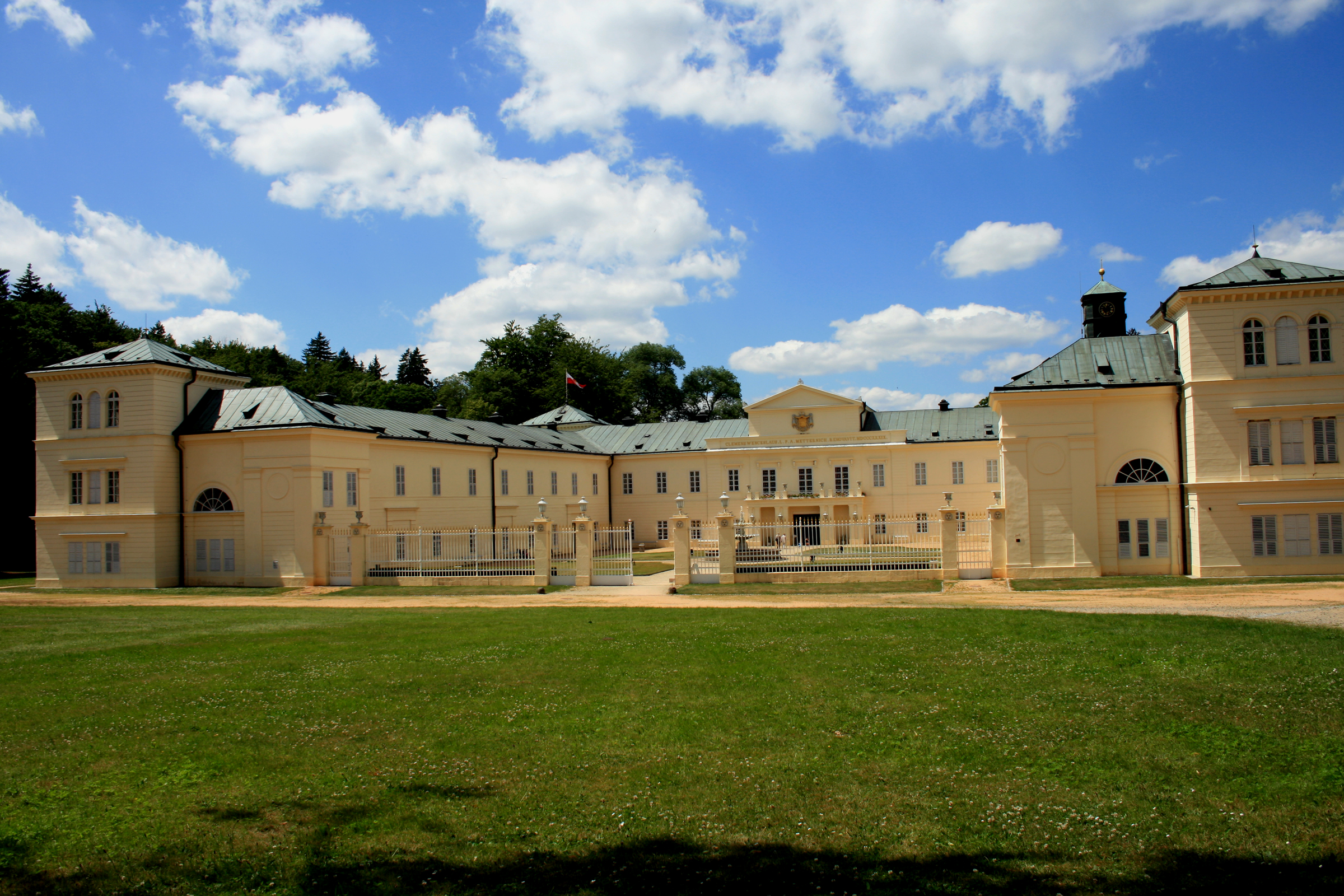
Zámek Kynžvart

- Hartenberg – zřícenina hradu a zámku

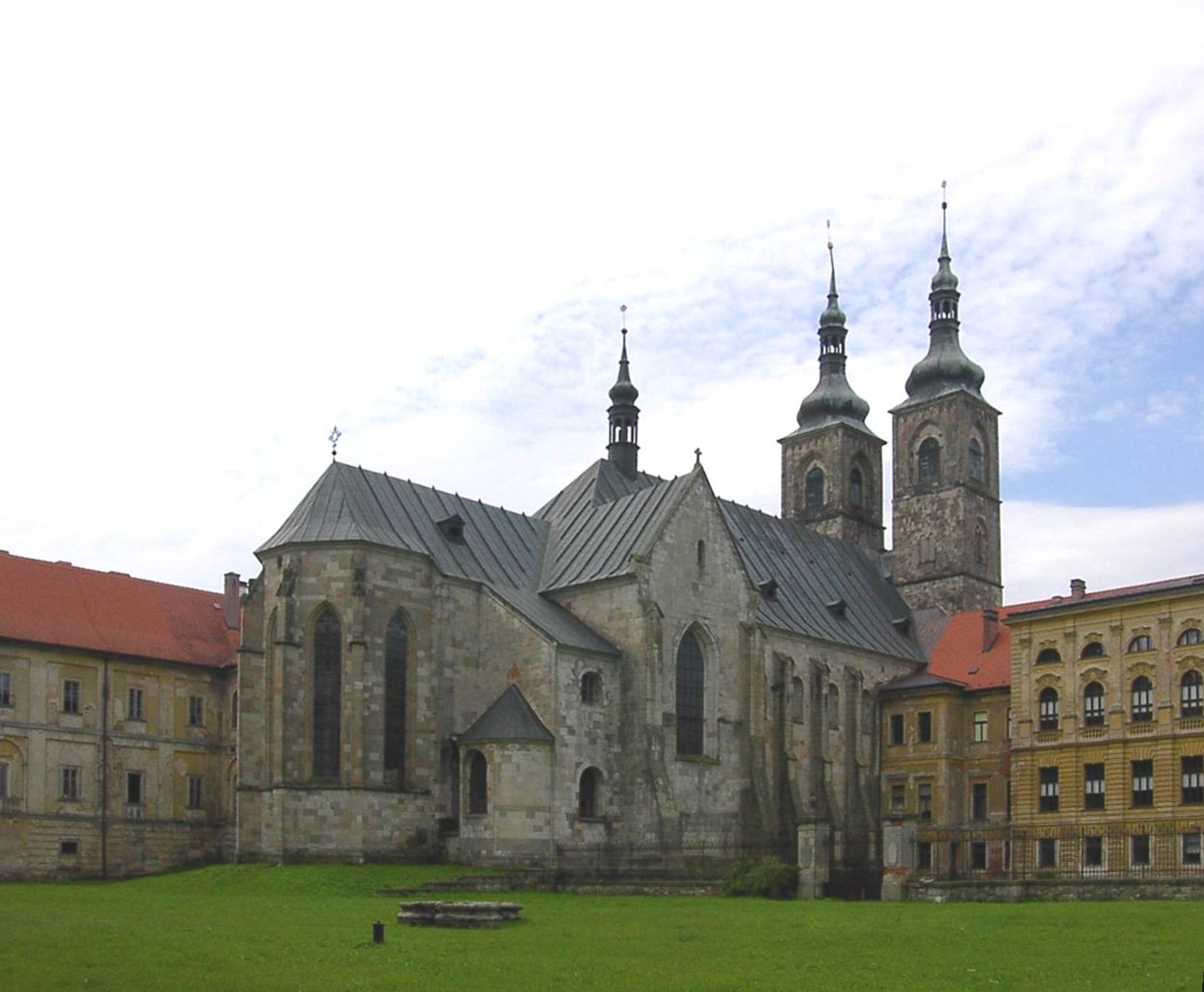
Klášter Teplá

- Hartenštejn – zřícenina
- Hauenštejn – zřícenina
- Hazlov – zřícenina
- Himlštejn – zřícenina
- Hungerberg – zřícenina
- Chebský hrad – falc
- Chyše – zámek
- Jindřichovice – zámek
- Kamenný Dvůr – zámek
- Kynžvart – zámek
- Kynžvart – hrad
- Libá – hrad
- Loket – hrad
- Mostov – zámek
- Neuberg – zřícenina
- Nevděk – zřícenina
- Pomezná – zřícenina hradu
- Seeberg – hrad
- Sokolov – zámek
- Staré Sedlo – zámek
- Starý Rybník – zřícenina
- Štědrý hrádek – zřícenina
- Valeč – zámek
- Vildštejn – hrad

### Ostatní
- Blatenský vrch – rozhledna
- Bublava
- Háj u Aše – rozhledna
- Horní Blatná – muzeum
- Chlum sv. Máří – poutní místo
- Jáchymov – mincovna
- Jelení
- Krásno – rozhledna
- Nejdek – muzeum
- Pernink
- Starý Hrozňatov – poutní místo
- Teplá – klášter
- Tisový vrch – rozhledna
- Žlutice – muzeum